# Fabián Estay
Fabián Raphael Estay Silva (ur. 5 października 1968 w Santiago) – piłkarz chilijski grający na pozycji ofensywnego pomocnika. Posiada także obywatelstwo meksykańskie.

## Kariera klubowa
Piłkarską karierę Estay rozpoczął w mieście Santiago, w tamtejszym klubie Universidad Católica. W jego barwach zadebiutował w 1987 roku w lidze chilijskiej i w swoim pierwszym sezonie wywalczył mistrzostwo Chile. W drużynie Universidad grał jeszcze przez kolejne cztery sezony, ale nie osiągnął większych sukcesów. Latem 1991 wyjechał do Szwajcarii i występował w drużynie FC Sankt Gallen, a w 1993 roku wrócił do ojczyzny i został piłkarzem innego klubu ze stolicy kraju, Universidad de Chile, w którym grał przez jeden sezon.
Pod koniec roku Estay znów trafił do Europy i podpisał kontrakt z greckim Olympiakosem Pireus. Nie zdołał jednak wywalczyć miejsca w podstawowym składzie i do 1995 roku rozegrał tylko 20 spotkań w Alpha Ethniki. W 1995 roku został wicemistrzem Grecji. Latem został zawodnikiem CSD Colo-Colo i spędził tam jeden sezon.
W 1996 roku Estay wyjechał do Meksyku, w którym spędził kolejne 10 lat swojej piłkarskiej kariery. Pierwszym jego klubem w tym kraju był Deportivo Toluca, z którym w 1998 roku wywalczył mistrzostwo fazy Verano oraz zdobył Puchar Meksyku. W 1999 roku powtórzył ten pierwszy sukces, a latem tamtego roku odszedł do Club América. Tam z kolei występował przez 2,5 roku, ale nie odniósł sukcesów. Na początku 2002 roku odszedł do lokalnego rywala, Atlante FC i tam też grał przez kolejne 1,5 roku. W sezonie 2003/2004 grał w Santos Laguna Torreón (faza Apertura) oraz w CF Acapulco (faza Verano). Z kolei w sezonie 2004/2005 znów był piłkarzem Deportivo Toluca.
W 2005 roku Estay przeszedł do kolumbijskiej América Cali, a karierę piłkarską kończył w barwach CD Palestino w 2006 roku.

## Kariera reprezentacyjna
W reprezentacji Chile Estay zadebiutował 17 października 1990 w zremisowanym 0:0 spotkaniu z Brazylią. W 1991 roku wystąpił na Copa América 1991, a grał też na Copa América 1993, Copa América 1995 i Copa América 1999. W 1998 roku został powołany przez Nelsona Acostę do kadry na Mistrzostwa Świata we Francji. Na tym turnieju był podstawowym zawodnikiem Chile i zagrał w trzech meczach grupowych z Włochami (2:2), z Austrią (1:1) i z Kamerunem (1:1) oraz w 1/8 finału z Brazylią (1:4). Ostatni mecz w reprezentacji rozegrał w kwietniu 2001 roku przeciwko Urugwajowi (0:1). W kadrze narodowej zagrał 69 razy i strzelił 5 goli.